# Soma
Soma (francosko Somme) je reka v severni francoski regiji Pikardiji, dolga 245 km. Izvira pri kraju Fonsommes, v bližini Saint-Quentina, teče po geološki sinklinali v smeri severozahoda in se pri Le Crotoyu izliva v Sommski zaliv (Rokavski preliv).

## Geografija

### Porečje
| levi pritoki - Avre - Selle - Saint-Landon - Airaine - Ambroise - Ancre | desni pritoki - Omignon - Hallue - Nièvre - Scardon |

### Departmaji in kraji
Reka Soma teče skozi naslednje departmaje in kraje:
- Aisne: Saint-Quentin
- Somme : Ham, Péronne, Corbie, Amiens, Abbeville, Saint-Valery-sur-Somme, Le Crotoy

## Zgodovina
- 1066: zbiranje normanske flote pod Viljemom Osvajalcem v Sommskem zalivu pred invazijo na Anglijo;
- 1916: prva bitka na Somi
- 1918: druga bitka na Somi

### Izvor imena
Ime reke izhaja iz keltske besede v pomenu mirna, tiha, preko antičnega imena Samara.